# Жак де Вокансон
Жак де Вокансон (фр. Jacques Vaucanson; Гренобл, 27. фебруар 1709 — Париз, 21. новембар 1782) био је француски иноватор, један од пионира аутоматизације. Био је први човек који је изумео аутоматски разбој, али никада није реализовао своју идеју.

## Биографија
Рођен је у Греноблу, Француска, 1709. године као Жак Вокансон (члан де додат је касније његовом имену од стране Француске академије наука). Као десето дете произвођача рукавица, Жак је одрастао у сиромашним условима и као дете је желео да постане часовничар. Студирао је на језуитском колегијуму у Греноблу, а касније се придружио Минимском реду у Лиону. Његова намера била је да тада студира религију, али је ипак повратио свој интерес за механичке уређаје након састанка са хирургом Ле Катом, од кога је научио и детаље из анатомије. Ово ново знање омогућило му је да развије своје механичке уређаје који су имитирали биолошке виталне функције као што су цикрулација, дисање и варење.

## Аутоматизоване иновације
Са свега 18 година, Вокансон је добио своју радионицу у Лиону и донацију племића да изради серију машина. Исте, 1727, године, имао је посету једног од главних руководилаца Минимског реда. Вокансон је тим поводом одлучио да направи неке андроиде који би сервирали вечеру и чистили столове током посете политичара. Ипак, један владин званичник описао је Вокансонове тенденције „нечистим” и наредио да његова радионица буде уништена.
Године 1737, Вокансон је изградио Свирача флауте, фигуру људске величине која је свирала добош и флауту и имала репертоар од дванаест песама. Прсти овог аутомата нису били довољно флексибилни да свирају флауту, па је Вокансон морао да искористи рукавице како би имитирао људску кожу. Следеће, 1738, године, он је ову креацију презентовао Француској академији наука.
Јоханес Јоаким Кванц, дворски музичар и дугогодишњи инструктор флауте Фридриху II Пруском, расправљао је о недостацима Вокансоновог механичког свирача. Конкретно, његова неспособност да довољно помиче усне резултирала је потребом за повећање притиска ветра за горње октаве. Кванц је обесхрабрио овај метод као стварање пискав, непријатан тон.
У то време механичка створења била су нека врста привремене моде у Европи, али се већина њих могла класификовати у играчке, док су Вокансонове креације биле препознате као револуционарне у својој механичкој реалистичној софистицираности.
Касније те године, креирао је још два аутомата — Свирача тамбурина и Патку — која се сматрају његовим ремек-делима. Патка је имала преко 400 покретних делова у сваком крилу и могла је да маше крилима, пије воду, свари зрно и дефецира. Иако је наводно Вокансонова патка прецизно демонстрирала процес варења, она је заправо садржала скривени одељак дигестиране хране, тако да оно што је патка дигестирала није било исто оно што је појела; патка би јела мешавину воде и семења, а избацивала мешавину мрвица хлеба и и зелену боју што је посматрачу игледало као прави измет. Иако су овакве „преваре“ понекад биле контроверзне, оне су биле довољно честе јер су овакве научне демонстрације биле потребне за забаву богатих и моћних како би научници привукли њихову наклоност и покровитељство. Вокансону се такође признаје да је изумео прву флексибилну гумену цевчицу, управо у процесу креирања изнутрица своје Патке. Упркос револуционарној природи његовог аутомата, каже се да се брзо уморио од својих креација и да их је продао 1743. године.
Вокансонови проналасци привукли су пажњу Фридриха Великог, који је покушао да га доведе на свој двор. Међутим, Вокансон је одбио, желећи да служи својој земљи.
Нешто касније у Паризу 1738. конструисао свој први аутомат - Свирача флауте. Тад су биле врло популарне такве механичке играчке за забаву отмене господе, а његова у лику пастира могла је кад се навије и да сама одсвира мелодију.
Вокансон је 1741. постављен за инспектора свиларства, па се потпуно посветио проблему механизације ткања свиле.
Направио је читав низ побољшања, које су усвојиле тадашње мануфактуре, али његов најважнији изум - Бушена картица остала је занемарена неколико декада.
Вокансон је узимајући у обзир све што су изумели његови претходници, успео да конструише аутоматски разбој, погоњен воденичким колом (или снагом животиња) који је ткао потпуно сам управљан бушеном картицом.
Након његове смрти, прототип његовог разбоја је обновио и побољшао Жозеф Мари Жакард па је он постао један од најважнијих изума индустријске револуције.
Радивши на конструкцији свог разбоја, Вокансон је изумео и бројне направе трајне важности.
Пред крај свог живота, бацио се на колекционарство прототипа изума, почевши од својих. Из те колекције је 1794. израстао париски музеј занатства - Цонсерватоире дес Артс ет Мéтиерс, у ком је Жакард први пут видио Вокансонов разбој.